# 栗山ダム (北海道)
栗山ダム（くりやまダム）は、北海道夕張郡栗山町、一級河川・石狩川水系ポンウエンベツ川に建設されたダムである。
北海道札幌土木現業所が管理する道営ダムで、高さ31.9メートルの重力式コンクリートダム。ポンウエンベツ川および合流先である雨煙別川沿岸の治水と、栗山町への利水を目的に国庫の補助を受けて建設された補助多目的ダムである。高さ31.9メートルに対して堤頂長（ダムの長さ）が540メートルという横長の堤体が特徴。ダムによって形成された人造湖は町名を採ってくりやま湖と命名された。

## 地理
ポンウエンベツ川は石狩川水系の主要な支流である夕張川に注ぐ雨煙別川（うえんべつがわ）の二次支流である。夕張市と栗山町の境を成す夕張山地の西麓に水源を発し、概ね南西に流路を取ってダム地点を通過する。その後栗山市街地付近で雨煙別川に合流し、西に流路を変えて夕張川に合流する。雨煙別川の流路延長は14.7キロメートル、流域面積は80.6平方キロメートルである。ダムはポンウエンベツ川の上流に建設された。
なお、同名のダムが栃木県日光市に建設されている。東京電力が管理する発電専用ダムで、高さ97.5メートルのロックフィルダムである（詳細は栗山ダム (栃木県)を参照のこと）。

## 歴史
栗山ダムは雨煙別川総合開発事業の一環として計画され、1972年（昭和47年）より現地予備調査を開始。1975年（昭和50年）より本格的なダム建設工事実施計画に入り、1983年（昭和58年）着工。用地補償交渉と工事用道路の建設、現地掘削工事が進められ、1989年（平成元年）から1992年（平成4年）にかけて堤体コンクリート工事を実施。コンクリート打設には北海道のダムとして初めて拡張レヤ工法を導入している。その後ダム管理事務所建設と周辺整備を行い、試験湛水を経て1994年（平成6年）に完成式を迎えた。
ダム湖にはくりやま湖（くりやまこ）の名が与えられる。工事現場跡地は環境保全整備により公園へと姿を変え、現在は人々に憩いの場を提供している。